# Заслуженный рационализатор Российской Федерации
Почётное звание «Заслуженный рационализатор Российской Федерации» исключено из государственной наградной системы Российской Федерации.

## Основания для присвоения
Почётное звание «Заслуженный рационализатор Российской Федерации» присваивалось авторам рационализаторских предложений, внедрение которых внесло существенный вклад в совершенствование производства, повышение производительности труда, улучшение качества продукции, условий труда и техники безопасности, обеспечение научно-исследовательского и учебного процесса, ведущим многолетнюю плодотворную рационализаторскую деятельность.

## Порядок присвоения
Почётные звания Российской Федерации присваиваются указами Президента Российской Федерации на основании представлений, внесенных ему по результатам рассмотрения ходатайства о награждении и предложения Комиссии при Президенте Российской Федерации по государственным наградам.

## История звания

### 1992 год
После изменения наименования государства с «Российская Советская Федеративная Социалистическая Республика» на «Российская Федерация» в наименовании почётного звания «Заслуженный рационализатор РСФСР» аббревиатура РСФСР была заменена словами Российской Федерации, при этом сохраняло силу Положение о почётном звании, утверждённое Указом Президиума Верховного Совета РСФСР от 20 апреля 1961 года «Об установлении почётных званий заслуженного изобретателя РСФСР и заслуженного рационализатора РСФСР».
С 1992 года почётное звание присваивалось указами Президента Российской Федерации.

### 1995 год
Указом Президента Российской Федерации от 30 декабря 1995 года № 1341 «Об установлении почётных званий Российской Федерации, утверждении положений о почётных званиях и описания нагрудного знака к почётным званиям Российской Федерации» было установлено почётное звание «Заслуженный рационализатор Российской Федерации».
Тем же указом утверждено Положение о почётном звании.

### 2010 год
Почётное звание «Заслуженный рационализатор Российской Федерации» упразднено Указом Президента Российской Федерации от 7 сентября 2010 года № 1099 «О мерах по совершенствованию государственной наградной системы Российской Федерации».

## Нагрудный знак
Нагрудный знак имеет единую для почётных званий Российской Федерации форму и изготавливается из серебра высотой 40 мм и шириной 30 мм. Он имеет форму овального венка, образуемого лавровой и дубовой ветвями. Перекрещенные внизу концы ветвей перевязаны бантом. На верхней части венка располагается Государственный герб Российской Федерации. На лицевой стороне, в центральной части, на венок наложен картуш с надписью — наименованием почётного звания.
На оборотной стороне имеется булавка для прикрепления нагрудного знака к одежде. Нагрудный знак носится на правой стороне груди.